# Gieorgij Curcumia
Gieorgij Aleksandrowicz Curcumia (gruz. გიორგი ალექსანდრეს ძე წურწუმია; kaz. Георгий Александрович Цурцумиа; ur. 29 października 1980 roku w Calendżisze) – kazachski zapaśnik gruzińskiego pochodzenia. Startował w kategorii do 120 kg w stylu klasycznym. Srebrny medalista Igrzysk w Atenach.
Pierwotnie startował w barwach Gruzji. Był mistrzem świata i Europy juniorów a jako senior zajął piąte miejsce w Mistrzostwach Świata w 2002 roku. Od 2003 reprezentował Kazachstan. Cztery razy wystąpił w Mistrzostwach Świata zdobywając brązowy medal w 2003 roku.
Złoty medalista Igrzysk Azjatyckich z 2002. Zdobył pięć medali Mistrzostw Azji, w tym cztery złote (2003-2006). Pierwszy w Pucharze Świata w 2003 roku.